# Wretham
Wretham – civil parish w Anglii, w hrabstwie Norfolk, w dystrykcie Breckland. Leży 37 km na południowy zachód od Norwich i 126 km na północny wschód od Londynu. W 2001 miejscowość liczyła 366 mieszkańców. W granicach civil parish leżą także East Wretham, Illington och Stonebridge.